# Готти, Джироламо Мария
Джироламо Мария Готти (итал. Girolamo Maria Gotti; 29 марта 1834, Генуя, Сардинское королевство — 19 марта 1916, Рим, королевство Италия) — итальянский куриальный кардинал и папский дипломат. Титулярный архиепископ Петры с 22 марта 1892 по 29 ноября 1895. Апостольский интернунций в Бразилии с 19 апреля 1892 по 29 ноября 1895. Префект Священной Конгрегации индульгенций и священных реликвий с 1 декабря 1896 по 20 ноября 1899. Камерленго Священной Коллегии Кардиналов с 1896 по 19 апреля 1897. Префект Священной Конгрегации по делам епископов и монашествующих с 20 ноября 1899 по 29 июля 1902. Префект Священной Конгрегации Пропаганды Веры с 29 июля 1902 по 19 марта 1916. Кардинал-священник с 29 ноября 1895, с титулом церкви Санта-Мария-делла-Скала со 2 декабря 1895.